# Marduk-belu-usur
Marduk-belu-usur (akad. Marduk-bēlu-uṣur, w transliteracji z pisma klinowego zapisywane mdMES-EN-PAB; tłum. „Marduku, strzeż pana!”) – wysoki dostojnik za rządów Salmanasara V (726-722 p.n.e.) i Sargona II (722-705 p.n.e.), gubernator prowincji Amedi; z asyryjskich list i kronik eponimów wiadomo, iż w 726 r. p.n.e. sprawował urząd limmu (eponima). 